# Альмендар, Анжели
Анжели Альмендар (англ. Angelie Almendare; род. 28 июля 1970, Фонтана) — американская фотомодель и актриса.

## Биография
Анжели Альмендар родилась 28 июля 1970 года в городе Фонтана (штат Калифорния, США) в семье с французскими, ирландскими и испанскими корнями. В середине 1990-х Анжели снималась для журналов «Playboy», «Draculina», «Femme Fatales» и других. Впервые снялась в кино в 1995 году в одном из эпизодов сериала «Отступник» в роли Долорес. Анжели играла в основном небольшие роли, а также являлась дублёром голливудский звезды Тиа Каррере в эротических сценах фильмов. С конца 1990-х годов оставила кинематограф и полностью посвятила себя модельному и рекламному бизнесу. Снималась в рекламе Corona Beer, Budweiser Beer, Nissan, Kodak, Coca-Cola.

## Фильмография
| Год  |   | Русское название         | Оригинальное название | Роль                 |
| ---- | - | ------------------------ | --------------------- | -------------------- |
| 1995 | с | Отступник                | Renegade              | Долорес              |
| 1996 | ф | Космический джем         | Space Jam             | девушка              |
| 1996 | ф | Не называй меня малышкой | Barb Wire             | посетительница клуба |
| 1997 | ф | Спаун                    | Spawn                 | жена дипломата       |
| 1998 | ф | Армагеддон               | Armageddon            | девушка              |
| 2012 | ф | 6 оружий женщины         | Six Gun Women         | Сэйди                |